# Trung tâm Huấn luyện Hải quân Nha Trang
Trung tâm Huấn luyện Hải quân Nha Trang (tiếng Anh: Nha Trang Naval Training Center, NTNTC) là một cơ sở đào tạo thủy binh 3 cấp: sĩ quan, hạ sĩ quan và thủy thủ của Hải quân Việt Nam Cộng hòa và cũng được gọi là Trường Sĩ quan Hải quân tọa lạc tại đường Duy Tân, Nha Trang, chính thức khai giảng từ tháng 8 năm 1952 nhưng phải tới tháng 7 năm 1955 khi Pháp trả lại Chủ quyền cho Quốc gia Việt Nam thì trường mới thuộc hoàn toàn của Việt Nam. Chỉ huy trưởng đầu tiên là Hải quân Thiếu tá Chung Tấn Cang.
Do nhu cầu chiến trường, từ năm 1962-1968, sinh viên Hải quân chỉ học 18 tháng. Bắt đầu khóa 18 cho tới khóa cuối cùng là 26, sinh viên học đủ 2 năm. Suốt thời gian hoạt động, trường đã đào tạo được 2.538 Sĩ Quan Hải Quân và 15.050 Chuyên viên ngành Hải quân.

## Lịch sử hình thành

### Nhiệm vụ
Trung tâm Huấn luyện Hải quân trực thuộc Tổng cục Quân huấn theo hệ thống điều hành của Bộ Tổng Tham mưu Quân lực Việt Nam Cộng hòa. Trung tâm được thành lập năm 1952 với nhiệm vụ đào tạo gấp rút sĩ quan, hạ sĩ quan và thủy thủ cho Hải quân Việt Nam Cộng hòa.
Trong thời kỳ phôi thai, công việc tổ chức và huấn luyện đều do Hải quân Pháp đảm nhiệm.
Tới năm 1955, song song với việc Chính phủ Việt Nam thâu hồi tất cả chủ quyền và cơ sở từ Quân đội Pháp. Trung tâm được đặt dưới quyền chỉ huy của Sĩ quan Hải quân Việt Nam. Từ đó về sau, Trung tâm đã cố gắng vượt bậc để cung ứng đầy đủ cán bộ và thủy thủ cho cho Quân chủng Hải quân ngày càng thêm phát triển và vững mạnh.

### Các Giai đoạn
-Giai đoạn sơ khởi kể từ ngày thành lập:
Từ đầu tháng 7 năm 1952, các cán bộ chỉ huy và huấn luyện hoàn toàn là người Pháp.
-Giai đoạn tự chủ:
Kể từ đầu tháng 11 tháng 1955 người Pháp bàn giao quyền chỉ huy cho các Sĩ quan Việt Nam.
-Giai đoạn chuyển tiếp:
Từ tháng 5 năm 1956, việc huấn luyện cán bộ, hạ sĩ quan và thủy thủ chuyên nghiệp, hoàn toàn do các Huấn luyện viên Việt Nam đảm nhiệm.
-Giai đoạn trưởng thành:
Kể từ tháng 5 năm 1957, phân bộ huấn luyện Pháp rời khỏi Trung tâm. Các sĩ quan Việt Nam đảm trách luôn việc đào tạo các cấp chỉ huy cho Hải quân Việt Nam.

### Hoạt động
-Trung tâm huấn luyện Hải quân Nha Trang có 4 trường:
-Trường Sĩ quan Chỉ huy và Cơ khí
-Trường Sơ đẳng chuyên nghiệp
-Trường Trung đẳng chuyên nghiệp
-Trường Tân binh Hải quân
1/-Trường Sĩ quan Chỉ huy và Cơ khí:
Muốn vào trường này sinh viên phải có bằng Tú tài Toàn phần Toán (ban B) và qua một kỳ thi tuyển (cho đến Khóa 19), đày đủ sức khoẻ và hạnh kiểm tốt.
-Chương trình học được chia ra:
-Bốn tháng đầu: Ôn lại văn hoá, học về cách tổ chức, việc quản trị và phương pháp điều khiển
-Mười tháng tiếp: Học về ngành chuyên môn Chỉ huy hoặc Cơ khí. Sinh viên phải theo một chương trình huấn luyện về các vấn đề: Sử địa hàng hải, Quốc tế công pháp, Thiên văn học, Thủy triều, Thám xuất, Phương pháp điều khiển chiến hạm v.v... hoặc những vấn đề liên quan tới máy móc, điện khí
-Mười tháng sau: Học tiếp về chuyên môn, nặng phần thực hành. Hết thời gian này sinh viên thi ra trường và được mang cấp bậc Hải quân Thiếu úy hoặc Thiếu úy Cơ khí trừ bị.
Sau thời gian 2 năm học tại trường, các tân sĩ quan được gửi đi tập sự trên chiến hạm. Những phần tử ưu tú sẽ được chọn theo học ở ngoại quốc.
2/-Trường Sơ đẳng chuyên nghiệp:
Học viên trường này tối thiểu phải có học lực lớp Đệ Lục (lớp 7).
Thời gian học của một niên khoá là 12 tháng: 3 tháng đầu học về căn bản hải nghiệp và căn bản quân sự. Tiếp đến 9 tháng sau học về chuyên nghiệp như: Kế toán, Thư ký, Vô tuyến, Cơ khí, Vận chuyển, Trọng pháo v.v...
Sau khi ra trường, học viên đủ điểm sẽ được mang cấp bậc chuyên nghiệp. Nếu bị rớt sẽ là thủy thủ không nghề.
3/-Trường Trung đẳng Chuyên nghiệp:
Học viên của trường này được tuyển chọn trong số các thủy thủ chuyên nghiệp có trình độ van hoá khá hoặc có văn bằng trung học Đệ nhất cấp (Phổ thông cơ sở), biết trọng kỷ luật và có tinh thần phục vụ.
Thời gian học là 3 tháng, đặc biệt nhắm vào việc huấn luyện chuyên môn và cách điều khiển nhân viên. Trong thời gian học, các học viên được mang cấp bậc Hạ sĩ. Đến kỳ thi mãn khoá nếu trúng tuyển, học viên sẽ được đặc cách thăng cấp Hạ sĩ I chuyên nghiệp.
4/-Trường Tân binh Hải quân:
Các tân binh Hải quân sau khi học xong thời kỳ đầu sẽ được tuyển chọn tuỳ theo năng khiếu và ước vọng để theo học trường Sơ đẳng Chuyên nghiệp.
Điểm đặc biệt là các sách giáo khoa đều đã được Trung tâm soạn bằng tiếng việt dự theo tài liệu huấn luyện của Hải quân Pháp, hoa Kỳ và các nước tiến bộ.
Riêng các Sinh viên sĩ quan, ngoài thời gian huấn luyện tại trường và thực tập trong các kỳ đi biển, mỗi năm còn được đi du tập tại Sài Gòn hoặc những thành phố lớn. trong thời gian này các sinh viên sĩ quan có dịp đi thăm viếng các trường Cao đẳng, các Trung tâm khảo cứu, các xí nghiệp kỹ nghệ, công trường quan trọng, các cơ sở liên quan đến Hải quân, kinh tế, quân sự của Quốc gia.
Tóm lại, trung tâm huấn luyện Hải quân đã tổ chức rất thích hợp để đào tạo cho Hải quân VN những con người giỏi chỉ huy, thích hoạt động đủ sức vượt gian lao và thắng biển cả.
Cùng với năm cơ sở đào tạo sĩ quan cho Quân lực VNCH là Trường Võ bị Quốc gia, Đại học Chiến tranh Chính trị ở Đà Lạt, Trường Sĩ quan Trừ bị Thủ Đức ở Gia Định, Trường Sĩ quan Không quân và Trường Hạ sĩ quan Đồng Đế ở Nha Trang. Trung tâm huấn luyện Hải quân Nha Trang đã thực hiện hết sức cho quân chủng Hải quân nói riêng, tròn trách nhiệm đối với Quân lực và Tổ Quốc Việt Nam Cộng hòa cho tới tháng 4/1975 thì chấm dứt nhiệm vụ.

## Chỉ huy trưởng qua các thời kỳ
| Stt | Họ và Tên                                            | Cấp bậc           | Thời gian tại chức   | Ghi chú |
| --- | ---------------------------------------------------- | ----------------- | -------------------- | --- |
| 1   | Chung Tấn Cang Hải quân Nha Trang K1                 | Hải quân Thiếu tá | 7/11/1955-29/3/1958  | Bị truật xuất ra Hải Quân VNCH 6 năm vì tội thm nhũng Thủy Cước. Hội đồng tướng lảnh vì bảo vệ danh tiếng VNCH nên ông không bị giải ngủ. Trước ngày 30 tháng 4, 1975 vì lo chuyện di tản, Nguyễn Văn Thiệu trước khi sang Đài Loan cho Phó Đô đốc Trung tướng trở về làmTư lệnh Quân chủng Hải Quân (Cang và Thiệu là bạn thân) |
| 2   | Đặng Cao Thăng Sĩ quan Nam Định Hải quân Brest K1    | Hải quân Thiếu tá | 29/3/1958-10/2/1960  | Sau cùng là Phó Đề đốc Chuẩn tướng Tư lệnh Hải quân Vùng 4 Sông ngòi kiêm Tư lệnh Hạm đội 21 |
| 3   | Vương Hữu Thiều Sĩ quan Thủ Đức K1 Hải quân Brest K1 | Hải quân Thiếu tá | 10/2/1960-19/1/1963  | Sau cùng là Hải quân Đại tá Chỉ huy trưởng căn cứ Hải quân Đà Nẵng |
| 4   | Dư Trí Hùng Hải quân Brest K2                        | Hải quân Thiếu tá | 19/1/1963-23/12/1963 | Sau cùng là Hải quân Đại tá Hạm trưởng HQ 12 |
| 5   | Nguyễn Đức Vân Hải quân Brest K1                     | Hải quân Trung tá | 23/12/1963-26/2/1966 | Sau cùng là Hải quân Đại tá Chỉ huy trưởng trường Chỉ huy & Tham mưu Hải quân |
| 6   | Bùi Hữu Thư Hải quân Pháp Hải quân Brest K3          | Hải quân Thiếu tá | 26/2/1966-13/7/1966  | Sau cùng là Hải quân Đại tá Tham mưu phó Quân huấn Hải quân |
| 7   | Đinh Mạnh Hùng Hải quân Nha Trang K2                 | Hải quân Đại tá   | 13/7/1966-1/3/1969   | Sau cùng là Đề đốc Chuẩn tướng Chỉ huy trưởng Bộ chỉ huy Hành quân Lưu động sông |
| 8   | Khương Hữu Bá Hải quân Nha Trang K2                  | Hải quân Đại tá   | 1/3/1969-6/8/1971    | Sau cùng là Đề Đốc Tư lệnh Hải quân Vùng 4 Duyên hải (1974-1975) |
| 9   | Nguyễn Trọng Hiệp Hải quân Nha Trang K5              | Hải quân Đại tá   | 6/8/1971-6/1/1973    | |
| 10  | Nguyễn Thanh Châu Hải quân Nha Trang K3              | Hải quân Đại tá   | 6/1/1973-4/1975      | Thăng cấp Phó Đề đốc Chuẩn tướng ngày 1/4/1974 |

## Tên các khóa đào tạo Sĩ quan Hải quân
| Stt Khóa | Tên Khóa học       | Chú thích | Khóa học khác | Chú thích |
| -------- | ------------------ | --- | ------------- | --- |
| 1        | Đệ Nhất Dương Cưu  | Sĩ số: 06 - Thụ huấn 9 tháng (Ngành Chỉ huy) Thủ khoa: Trần Văn Chơn                                               | Khóa 1 Brest  | Sĩ số: 6 - Thụ huấn 21 tháng |
| 2        | Đệ nhất Kim Ngưu   | Sĩ số: 16 - Thụ huấn 6 tháng (Ngành Chỉ huy) Thủ khoa: Đinh Mạnh Hùng                                              | Khóa 2 Brest  | Sĩ số: 11 - Thụ huấn 27 tháng |
| 3        | Đệ Nhất Song Nam   | Sĩ số: 23 - Thụ huấn 6 tháng (Ngành Chỉ huy) Thủ khoa: Nguyễn Văn Thông (Ngành Cơ khí) Thủ khoa: Trần Phước Dũ     | Khóa 3 Brest  | Sĩ số: 12 - Thụ huấn 27 tháng |
| 4        | Đệ Nhất Bắc Giải   | Sĩ số: 15 - Thụ huấn 10 tháng (Ngành Chỉ huy) Thủ khoa: Nguyễn Văn Ánh (Ngành Cơ khí) Thủ khoa: Lê Kim Sa          | Khóa 4 Brest  | Sĩ số: 12 - Thụ huấn 21 tháng |
| 5        | Đệ Nhất Hải Sư     | Sĩ số: 23 - Thụ huấn 10 tháng (Ngành Chỉ huy) Thủ khoa: Nguyễn Viết Tân                                            | Khóa 1 OCS    | 12 khóa OCS và khóa IOCS, được tuyển dụng từ Dân sự, Trung tâm Huấn luyện Quang Trung và Trường Bộ binh Thủ Đức |
| 6        | Đệ Nhất Xử Nữ      | Sĩ số: 21 - Thụ huấn 11 tháng (Ngành Chỉ huy) Thủ khoa: Bùi Huy Phong (Ngành Cơ khí) Thủ khoa: Nguyễn Văn Tần      | Khóa 2 OCS    | |
| 7        | Đệ Nhất Thiên Xứng | Sĩ số: 46 - Thụ huấn 20 tháng (Ngành Chỉ huy) Thủ khoa: Nguyễn Văn Thiện (Ngành Cơ khí) Thủ khoa: Đoàn Văn Tiếng   | Khóa 3 OCS    | |
| 8        | Đệ Nhất Hổ Cáp     | Sĩ số: 50 - Thụ huấn 24 tháng (Ngành Chỉ huy) Thủ khoa: Trịnh Tiến Hùng (Ngành Cơ khí) Thủ khoa: Nguyễn Văn Niệm   | Khóa 4 OCS    | |
| 9        | Đệ Nhất Nhân Mã    | Sĩ số: 38 Thụ huấn 24 tháng (Ngành Chỉ huy) Thủ khoa: Hà Ngọc Lương (Ngành Cơ khí) Thủ khoa: Mai Văn Hoa           | Khóa 5 OCS    | |
| 10       | Đệ Nhất Nam Dương  | Sĩ số: 55 - Thụhuấn 24 tháng (Ngành Chỉ huy) Thủ khoa: Lê Bá Thông                                                 | Khóa 6 OCS    | |
| 11       | Đệ Nhất Bão Bình   | Sĩ số: 81 - Thụ huấn 18 tháng (Ngành Chỉ huy) Thủ khoa: Trần Quang Thiệu                                           | Khóa 7 OCS    | |
| 12       | Đệ Nhất Song Ngư   | Sĩ số: 103 - Thụ huấn 18 tháng (Ngành Chỉ huy) Thủ khoa: Trần Trọng Ngà                                            | Khóa 8 OCS    | |
| 13       | Đệ Nhị Dương Cưu   | Sĩ số: 115 - Thụ huấn 18 tháng (Ngành Chỉ huy) Thủ khoa: Phạm Gia Chính                                            | Khóa 9 OCS    | |
| 14       | Đệ Nhị Kim Ngưu    | Sĩ số: 100 -Thụ huấn 18 tháng (Ngành Chỉ huy) Thủ khoa: Trương Minh Hoàng (Ngành Cơ khí) Thủ khoa: Trịnh Long Hải  | Khóa 10 OCS   | |
| 15       | Đệ Nhị Song Nam    | Sĩ số: 108 - Thụ huấn 18 tháng (Ngành Chỉ huy) Thủ khoa: Nguyễn Thành Lộc (Ngành Cơ khí) Thủ khoa: Trần Chí Hoạt   | Khóa 11 OCS   | |
| 16       | Đệ Nhị Bắc Giải    | Sĩ số: 134 - Thụ huấn 18 tháng (Ngành Chỉ huy) Thủ khoa: Lý Ngọc Ẩn                                                | Khóa 12 OCS   | |
| 17       | Đệ Nhị Hải Sư      | Sĩ số: 136 -Thụ huấn 18 tháng (ngàng Chỉ huy) Thủ khoa: Trần Ngọc Điển (Ngành Cơ khí) Thủ khoa: Phạm Huy Hy        | Khóa IOCS     | |
| 18       | Đệ Nhị Xử Nữ       | Sĩ số: 100 - Thụ huấn 22 tháng (Ngành Chỉ huy) Thủ khoa: Trần Anh Tuấn (Ngành Cơ khí) Thủ khoa: Bùi Ngọc Anh       | Khóa 1 SQ/ĐB  | Các khóa Sĩ quan Đặc biệt là những Hạ sĩ quan có trình độ Học vấn và xuất sắc trong các đơn vị Hải quân, được đề cử đi học khóa sĩ quan. Giai đoạn đầu gửi thụ huấn ở TTHL Quang Trung hoặc Trường Bộ binh Thủ Đức. Gia đoạn 2, trở về thụ huấn ở TTHL Hải quân Nha Trang |
| 19       | Đệ Nhị Thiên Xứng  | Sĩ số: 272 - Thụ huấn 12 tháng (Ngành Chỉ huy) Thủ khoa: Lê Văn Từ (Ngành Cơ khí) Thủ khoa: Đỗ Khắc Mạnh           | Khóa 2 SQ/ĐB  | |
| 20       | Đệ Nhị Hổ Cáp      | Sĩ số: 270 - Thụ huấn 12 tháng (Ngành Chỉ huy) Thủ khoa: Lưu Đức Huyến (Ngành Cơ khí) Thủ khoa: Lê Vĩnh Hiệp       | Khóa 3 SQ/ĐB  | |
| 21       | Đệ Nhị Nhân Mã     | Sĩ số: 269 - Thụ huấn 12 tháng (Ngành Chỉ huy) Thủ khoa: Phạm Đức Lai (Ngành Cơ khí) Thủ khoa: Lê Tất Chánh        | Khóa 4 SQ/ĐB  | |
| 22       | Đệ Nhị Nam Dương   | Sĩ số: 248 - Thụ huấn 12 tháng (Ngành Chỉ huy) Thủ khoa: Nguyễn Tấn Khải (Ngành Cơ khí) Thủ khoa: Nguyễn Thanh     | Khóa 5 SQ/ĐB  | |
| 23       | Đệ Nhị Bão Bình    | Sĩ số: 282 - Thụ huấn 12 tháng (Ngành Chỉ huy) Thủ khoa: Nguyễn Công Minh (Ngành Cơ khí) Thủ khoa: Nguyễn Thế Hùng |               | |
| 24       | Đệ Nhị Song Ngư    | Sĩ số: 279 - Thụ huấn 24 tháng (Ngành Chỉ huy) Thủ khoa: Trần Văn Thuận                                            |               | |
| 25       | Đệ Tam Dương Cưu   | Sĩ số: 186 - Thụ huấn 24 tháng (Ngành Chỉ huy) Thủ khoa: Nguyễn Chí Thành                                          |               | |
| 26       | Đệ Tam Kim Ngưu    | Sĩ số: 182 - Thụ huấn 24 tháng (Mới thụ huấn được 20 tháng)                                                        |               | |

- Quân chủng Hải quân VNCH trong quá trình hiên diện và hoạt động đã tổ chức được 48 khóa đào tạo Sĩ quan.
-26 Khóa Hiện dịch (Thụ huấn tại Trường Sĩ quan HQ Nha Trang. Tốt nghiệp: Hải quân Thiếu úy)
-4 Khóa Hiện dịch (Thụ huấn tại Trường Sĩ quan HQ Pháp ở Tp Brest. Tốt nghiệp: Hải quân Thiếu úy)
-13 Khóa Trừ bị OCS và IOCS (Thụ huấn tại các Trường đào tạo SQ khác và TTHLHQ Nha Trang. Tốt nghiệp: Thiếu úy Hải quân)
-5 Khóa Sĩ quan Đặc biệt (Thụ huấn ở TTHLHQ Nha Trang. Tốt nghiệp: Chuẩn úy Chiến binh)

## Liên kết
- Hồ Đinh - CÁC QUÂN TRƯỜNG VÀ ĐẠI ĐƠN VỊ NỔI TIẾNG CỦA QLVNCH
- Khóa 19 Đệ nhị Thiên Xứng